# Callipepla
Callipepla é um género de ave da família Odontophoridae.

## Espécies
Este género contém as seguintes espécies:
- Callipepla californica (Shaw, 1798)
- Callipepla douglasii (Vigors, 1829)
- Callipepla gambelii (Gambel, 1843)
- Callipepla squamata (Vigors, 1830)